# Nada Žagar
Nada Žagar (Srednja Dobrava, 13 settembre 1924 – Sebenico, 11 dicembre 1944) è stata una partigiana slovena.
È stata un'attivista della Lega della Gioventù Comunista di Jugoslavia e del Fronte di Liberazione del Popolo Sloveno, oltre che combattente dell'Esercito Popolare di Liberazione della Jugoslavia con il nome partigiano Breza.

## Biografia
Nata in Alta Carniola, suo padre era Stane Žagar, partigiano sloveno, insegnante ed eroe nazionale, mentre sua madre era Jožefa Mikluš, detta Pepka, anche lei impegnata nell'istruzione e nella politica, in particolare nell’educazione delle donne. Crebbe con i fratelli Stane e Iztok, la sorella Savica e sua sorella gemella Danica.
In un simile contesto, Nada abbracciò le idee di sinistra: divenne membro dello Lega della Gioventù Comunista di Jugoslavia (SKOJ) nel 1938 e durante l'occupazione lavorò come attivista dell'Fronte di Liberazione del Popolo Sloveno (OF) a Lubiana. A causa del suo impegno politico fu catturata dai fascisti nell'aprile del 1942 e detenuta nelle prigioni italiane fino alla capitolazione dell'Italia, avvenuta l'8 settembre 1943.
Nel marzo 1942, con il cognome Žabkar, viveva con la madre e le sorelle in via Gosposka a Lubiana. Una mattina, mentre dormivano ancora, agenti di polizia italiani e tedeschi fecero irruzione nella stanza. Perquisirono l'appartamento, sfondarono tutti i muri e trovarono materiale propagandistico antifascista sul divano. Stesero Danica sul tavolo e la picchiarono, la spogliarono e, quando videro che aveva le mestruazioni, la lasciarono andare e continuarono le indagini. Ancora prima, avevano portato la madre, Savica, e Nada alla stazione di polizia. Anche la loro amica Meta Sitar, che lavorava nella stampa illegale insieme a Savica, fu arrestata, torturata e poi violentata. Tutto ciò sconvolse profondamente Danica, che aveva impressa l'immagine di Meta seduta contrita, e di sua madre Pepka, che coraggiosamente si alzò e inveì in italiano contro il capo della polizia di Lubiana: "Se succede qualcosa di così vile alle mie figlie, lo verrà a sapere tutta la Slovenia".
Il 16 aprile 1942, però, Danica, Nada e Savica vennero arrestate insieme alla madre. Poco dopo, un tribunale militare italiano le condannò a lunghe pene detentive a causa della loro opposizione al regime. Furono imprigionate quindi a Lubiana, poi deportate a Venezia, nel carcere femminile della Giudecca. Lì furono separate: la mamma venne mandata a Fossombrone, mentre le tre sorelle furono mandate da Venezia a Benevento e poi a Campobasso, finché non arrivarono al penitenziario di Trani. A Venezia erano entrate in contatto con Vida Tomšič, partigiana slovena, politica ed eroina nazionale, con cui costituirono un collettivo antifascista, impegnandosi ad ottenere lo status di prigioniere politiche invece che di criminali.
Dopo l'armistizio di Cassibile, Nada, Danica e Savica, liberate dai carcere di Trani dai compagni del NOVJ - Esercito Popolare di Liberazione della Jugoslavia - il 16 ottobre del 1943, si rifugiarono tra il Campo di Torre Tresca di Carbonara e il Campo di Gravina. Lì, nell'autunno del 1943 parteciparono alla costituzione delle Brigate d'Oltremare (Prekomorske Brigade) e si impegnarono attivamente nell'addestramento dei combattenti: Nada insegnava sloveno ai compagni del Litorale e dell'Istria, mentre Savica divenne commissario politico del 4° battaglione della Terza Brigata d'Oltremare, costituitasi nel "campo di Gravina" (campo P.G. n. 065) in agro di Altamura, l'11 febbraio del 1944.

Dal dicembre 1943 Nada divenne segretaria dello SKOJ. Insieme alla Terza Brigata d'oltremare giunse in Dalmazia e, mentre combatteva sul fronte, il 29 novembre 1944 venne gravemente ferita alla testa nei pressi di Knin, in Croazia. Morì a Sebenico l'11 dicembre 1944 a causa delle ferite riportate.

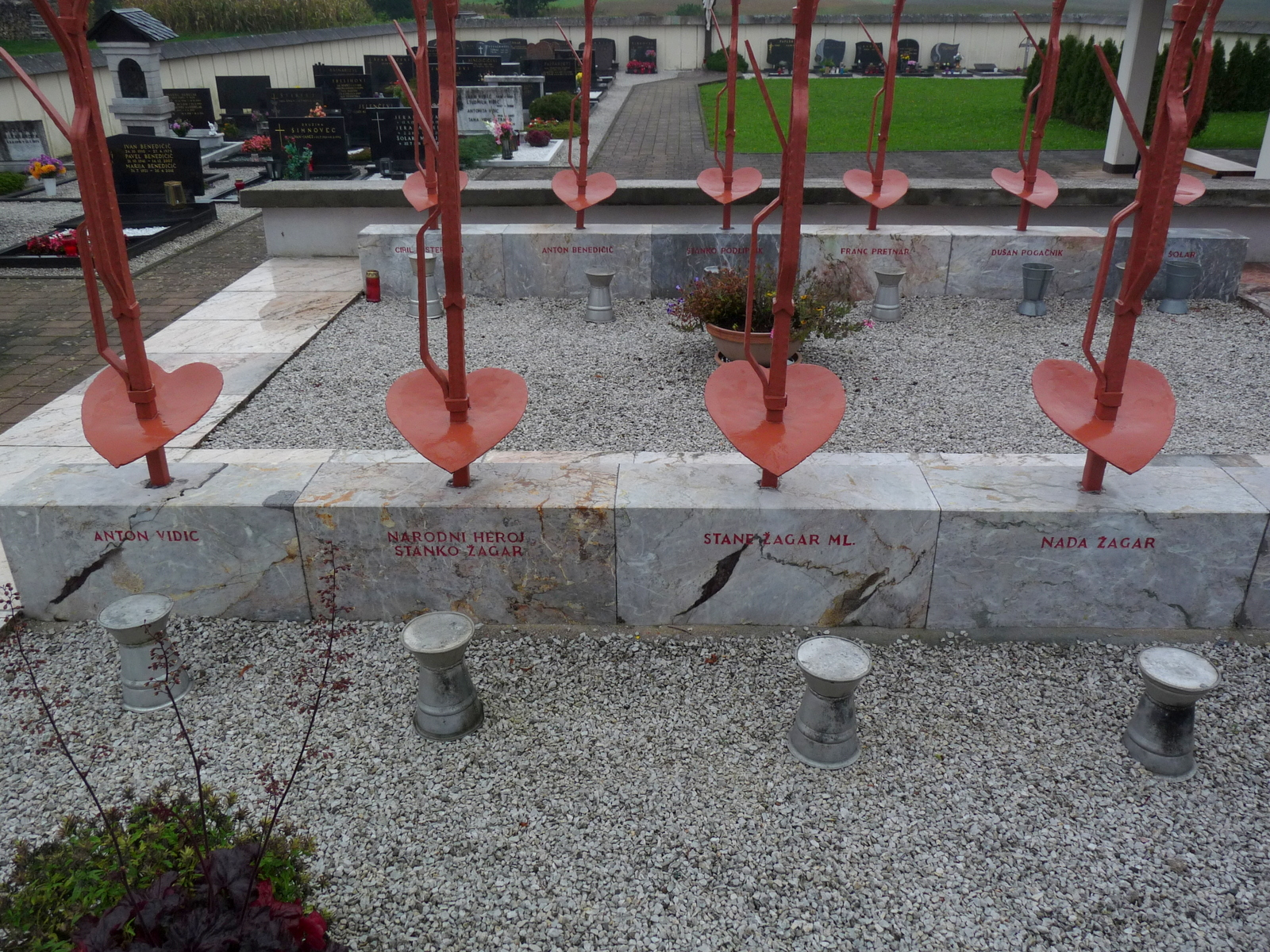
Memoriale ai partigiani nel cimitero di Srednja Dobrava

Mentre combatteva per la Terza Brigata d'Oltremare, Nada scrisse a sua madre:
"Cara mamma! Ti scrivo dalla mia terra natale, da Vis.
Sono qui da più di sei mesi, sei mesi, e solo ora ho trovato l'occasione di scriverti. Quando penso che sono già passati due anni, faccio fatica a crederci. Eppure è così. Il tempo vola, la lotta continua e noi continuiamo a vivere, cambiando con i tempi in cui viviamo.
In verità, madre, direi quasi che c'è un grande cambiamento in noi, che siamo diventati persone di un nuovo tipo: persone che lottano."
È sepolta insieme al padre, al fratello Stane e ad altri combattenti nel cimitero di Srednja Dobrava, dove i suoi resti furono traslati nel 1946.

## Riconoscimenti

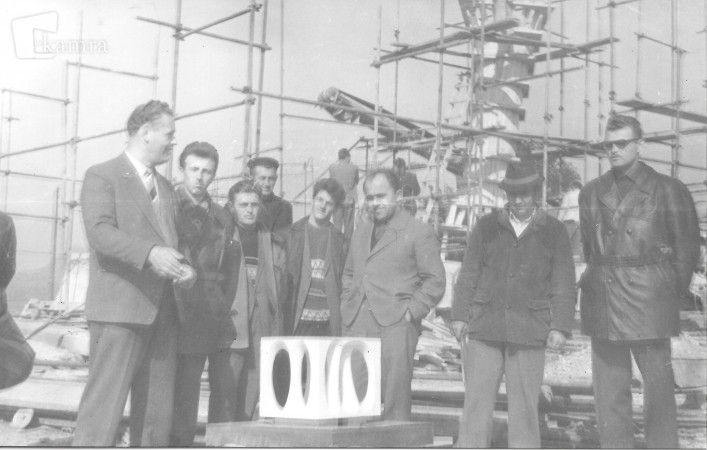
Costruzione del Monumento sulla Collina della Libertà a Bisterza, 1965

Dopo la fine della seconda guerra mondiale le fu conferita dalla Repubblica Socialista Federale di Jugoslavia, la Medaglia commemorativa partigiana, concessa a tutti i veterani che avevano partecipato a vario titolo alla Lotta di liberazione in Jugoslavia e nei territori occupati dal suo esercito negli anni compresi tra il 1941 e il 1945, come riconoscimento e in memoria della loro partecipazione in combattimento e della fedeltà alla Lotta di liberazione nazionale
Il Circolo giovanile "Nada Žagar" (MKNŽ), uno spazio per la cultura alternativa, fondato nel 1966 nel Sokolski dom di Ilirska Bistrica, porta il suo nome.
Le è stato dedicato anche un parco cittadino  ed è ricordata tra i nominativi presenti sulle lastre dell'Ilirska Bistrica Spomenik - Monumento ai combattenti caduti nella lotta popolare di Liberazione, realizzato sulla Collina della Libertà nel 1965 dallo scultore Janez Lenassi e dall'architetto Živa Baraga-Moškon a Bisterza, Slovenia.